# Пьянков, Владимир Владимирович
Владимир Владимирович Пьянков (12 ноября 1952, Верхняя Сысерть, Сысертский район, Свердловская область, РСФСР, СССР) — советский и российский актёр театра, заслуженный артист Российской Федерации.

## Биография
Родился 12 ноября 1952 года.
В 1975 году окончил Горьковское театральное училище по специальности «Артист театра кукол».
В 1976 году, 27 марта, в Международный День Театра был принят на работу в Мурманский областной театр кукол. В репертуарном листе артиста больше 120 ролей разных жанров.
Кроме актёрской работы В. В. Пьянков долгие годы заведовал художественно-постановочной частью театра. Мастер по изготовлению декораций к спектаклям театра.
Владимир Владимирович — участник многих Международных фестивалей театров кукол, проходящих в России и за рубежом.

## Награды
- Почетная грамота Министерства культуры и профсоюза работников культуры РФ (1983 год).
- Присвоено звание «Заслуженный артист РФ» (2006 год).
- Почетная грамота Президента Российской Федерации «За заслуги в развитии отечественной культуры и искусства, многолетнюю плодотворную деятельность» (2018 год)[3].

## Работы в театре
Мурманский областной театр кукол — текущий репертуар
- Воевода («По щучьему велению», 2001)
- Старуха («На восток от солнца, на запад от луны», 2012)
- Старший брат («Королевские зайцы», 2013)
- Кот Матроскин («Зима в Простоквашино», 2016)
- Карабас Барабас («Золотой ключик», 2016)
- Слон Хортон («Чудо в перьях», 2018)
- Капитан («ЛедокоЛ», 2019)
- Толстый, отец, Певец («Саквояж доктора Чехова», 2021)

## Фильмография
Владимир Пьянков имеет одну работу в кино:
- 2002 — Морской узел, старший инспектор рыбнадзора.